# (127546) 2002 XU93
2002 أكس يو 93 (ويعرف أيضًا باسم (127546) 2002 أكس يو 93 وفق تسمية الكوكب الصغير) (بالإنجليزية: 2002 XU93)‏ هو كويكب ضمن حزام الكويكبات؛ وترتيبه 127546 من حيث الاكتشاف.
اكتُشف هذا الجُرم الفلكي بواسطة مارك ويليام بوي في 4 ديسمبر 2002.

## وصلات خارجية
- (127546) 2002 XU93 في قاعدة بيانات مختبر الدفع النفاث لأجرام النظام الشمسي الصغيرة

- الاكتشاف · مخطط المدار ·  العناصر المدارية · المعلمات المادية

- (127546) 2002 XU93 على موقع ويكي سكاي: DSS2, SDSS, GALEX, IRAS, Hydrogen α, X-Ray, Astrophoto, Sky Map, Articles and images